# NGC 79
NGC 79 este o galaxie eliptică din constelația Andromeda, membră a grupului NGC 80. Magnitudinea sa aparentă este de 14.9. A fost descoperită în 14 noiembrie 1884 de către Guillaume Bigourdan.